# 牛津大學康平學堂
康平學堂（Campion Hall）是牛津大學的一個永久私人學堂，由英國的耶穌會管理。學堂建築由埃德溫·魯琴斯設計。

## 歷史
1896年9月9日，牛津大學聖約翰學院的校友理查德·克拉克（Fr. Richard Clarke）遵照他在倫敦农场街教堂的上級人士的指令，來牛津開辦一所為信仰耶穌會的牛津本科生提供教育的學堂，即今康平學堂的前身克拉克堂（Clarke's Hall）。最初學堂位于牛津聖吉爾斯街（St Giles'）40號，克拉克為首任院長。1896年9月10日迎來第一個學生。因爲原先租下的40號太小，所以在15個月後學院又搬到了11號，一直待到1936年爲止。1918年該大學獲得永久私人學堂的地位，並改現名。
到1933年達西（Fr. D'Arcy）擔任院長的時候，學堂與聖吉爾斯街11號業主簽定的合同差3年就要到期了，在放棄了于聖吉爾斯街再建一所新房子的計劃之後，學堂在布魯爾街（Brewer Street）建起了新家。新建築由埃德溫·魯琴斯設計，在1936年完工，1954年成爲登錄建築（等級為II*）。除去汤姆方庭的一個噴泉不算，這是魯琴斯为牛津设计的唯一一所建築，風格則為科茨沃爾德式。

## 外部連接
- Campion Hall website （页面存档备份，存于）